# Baldies
Baldies è un videogioco strategico in tempo reale sviluppato dalla società scozzese Creative Edge Software e pubblicato in origine dalla Atari Corporation per la Atari Jaguar CD nel Nord America e in Europa nel dicembre 1995. Il giocatore deve costruire e gestire una comunità di omini calvi (bald) con l'obiettivo supremo di conquistare l'intera mappa. Il suo gameplay combina elementi di simulazione e god game.
Il gioco è stato distribuito anche per PC, Macintosh, MS-DOS, PlayStation e Sega Saturn, ognuna per mano di diversi distributori (eccetto in Giappone dove è stato distribuito comunemente dalla Banpresto). La versione PC è l'unica a possedere il multigiocatore, fino a quattro giocatori tramite LAN o modem. La versione Sega Saturn è uscita solo in Giappone, dove è nota come Baldy Land (ボールディランド?, Bōrudi Rando).
Il gioco ha avuto anche un seguito, Skull Caps, sviluppato dallo stesso team di sviluppo e pubblicato nel 1999 dalla Ubi Soft solamente per Windows.

## Modalità di gioco
Baldies è principalmente uno strategico in tempo reale con elementi misti tra simulazione e god game; è ambientato in una prospettiva dall'alto in stile a Warcraft: Orcs & Humans, Command & Conquer e Dungeon Keeper. Il giocatore, noto come "Master Creator", interagisce con il mondo e con i suoi abitanti titolari, degli individui bassi e tozzi, usando un cursore/mano per costruire e gestire una comunità capace di sconfiggere ogni unità dall'aspetto simile chiamata "Hairies". Il gioco è diviso in cinque mondi, ognuno a sua volta ramificato di almeno 20 livelli e presentante differenti tematiche e difficoltà. Tutti questi livelli sono giocabili nel multiplayer esclusivo per PC. Le case, quando costruite, permettono di assegnare ai Baldies un nuovo lavoro o compito, ognuno rappresentato dal colore dei loro vestiti; dopo questo, il giocatore può costruire una caserma e/o un laboratorio di ricerca.
Al contrario di molti strategici tradizionali pubblicati all'epoca, Baldies non possiede una nebbia di guerra, e quindi i giocatori possono vedere cosa succede fuori dal loro territorio in qualsiasi momento, il che consente loro di pianificare in anticipo. I giocatori non possiedono un controllo diretto sugli stessi Baldies e sui loro movimenti; questi, infatti, si metteranno invece a girovagare a vuoto finché non vengono raccolti dal cursore. In giro per alcuni livelli si trovano degli alberi nei quali i Baldies possono nascondersi per tendere imboscate al nemico.
Sono quattro i tipi di Baldies in totale: quelli rossi sono gli operai, che generano energia per terraformare il terreno e sbloccare le ali d'angelo che consente loro di volare (dopo aver costruito quattro grandi abitazioni); quelli blu sono i costruttori, che possono costruire le versioni aggiornate dell'abitazione iniziale o costruirne di nuove, oltre che a mantenere le strutture impedendone il crollo provocato da vari disastri; quelli grigi sono i soldati, che possono combattere contro gli Hairies e sono anche equipaggiati con le armi fuori dalla caserma durante la prima fase; quelli bianchi lavorano come gli scienziati nei laboratori, che ricercano e sviluppano nuove armi e invenzioni che portano bonus e malus alla loro civiltà, molte delle quali si creano sperimentando con i vari animali trovati nel campo di gioco. I giocatori possono anche cambiare il ruolo dei loro Baldies mollandoli in una stanza specifica di un'abitazione, dove il letto è l'unico mezzo dove è possibile riprodursi. È necessario almeno una struttura di qualsiasi genere per poter continuare a giocare; nel caso l'ultima struttura del giocatore cada, il gioco finisce.

## Sviluppo
Concepito e scritto da David Wightman, fondatore della Creative Edge Software, Baldies iniziò come un progetto inteso per le piattaforme Amiga nel primo 1993, e doveva uscire per mano della Mindscape nel dicembre del 1994; questa prima versione non uscì mai ufficialmente per motivi ignoti, e in seguito fu convertita e completata per Jaguar CD.